# Sybistroma impar
Sybistroma impar är en tvåvingeart som först beskrevs av Camillo Rondani 1843.  Sybistroma impar ingår i släktet Sybistroma och familjen styltflugor. Inga underarter finns listade i Catalogue of Life.